# Jean-Baptiste Galley
Pour les articles homonymes, voir Galley.
Jean-Baptiste Galley est un homme politique, historien et peintre français né le 22 mars 1847 à Saint-Étienne (Loire) et décédé le 19 juillet 1932 à La Tour-en-Jarez.

## Biographie
D’une modeste famille de paysans originaire de La Valla du côté paternel, il est issu de l’union entre Louis Galley, menuisier et Claudine-Benoîte Dubouchet. En 1861, il entre comme petit commis à la Bibliothèque Municipale dirigée alors par La Tour Varan. Bibliothécaire en chef de la ville en 1881, il succède à Testenoire-Lafayette, et à ce titre, il publie un catalogue toujours utilisé. En conflit avec la municipalité Girodet, il quitte la bibliothèque. Il était entre-temps devenu directeur de l’École régionale des arts industriels le 4 novembre 1884. Il y cultive ses deux grandes passions de jeunesse, le dessin et la peinture. C’est lui qui est chargé de la mise en œuvre des nouveaux programmes plus ambitieux que ceux de l’ancienne École de dessin, développant l’enseignement scientifique et technique. Il est fait officier d’Académie en 1885.
En 1890, il épouse Marie Chénet, fille d’un ancien conseiller municipal de Saint-Étienne et il quitte l’administration.
Il est élu, en 1892, conseiller général du canton nord-est et, en 1896, vice-président du conseil général. Le décès d’Émile Girodet, fait de lui, le 22 mai 1898, un député républicain indépendant et libre échangiste mais il ne prend pas une part très active aux travaux de la Chambre : il n’est d’ailleurs pas réélu en mai 1902. Il se consacre désormais à plein temps, retiré dans sa propriété de Montreynaud à l’Étrat,  à ses deux activités principales : l’histoire et la peinture.
Peintre, il expose à trois salons des Champs-Élysées (1879-1881). Il laisse au moins 171 tableaux, sans compter un grand nombre d’esquisses et d’études. Le nom de Galley est aujourd’hui avant tout associé à son œuvre d’historien de l'Ancien Régime stéphanois, de la période révolutionnaire et sa biographie de Claude Fauriel.

## Les principaux ouvrages de Galley
- 1892 : Un artiste stéphanois au XVIIIe siècle : Simon-Claude Désiré et la chaire de Notre-Dame à Saint-Étienne
- 1898 : Un romantique oublié : Antonin Moine
- 1900 : Notice historique sur l’enseignement primaire à Saint-Étienne avant la Révolution
- 1903 : L’Élection de Saint-Étienne à la fin de l’Ancien Régime Gallica
- 1904-1909 : Saint-Étienne et son district pendant la Révolution, 3 vol.
- 1909 : Claude Fauriel, membre de l’Institut (1772-1843)
- 1923 : Les origines de l’Hôpital et de la Charité de Saint-Étienne
- 1925 :  Le pays de Saint-Étienne jusqu'au XVIIe siècle Gallica
- 1927 : Le régime féodal dans le pays de Saint-Étienne, XIVe au XVIIe siècle
- 1928 : La paroisse de Saint-Étienne au XVIIe siècle
- 1930 : La paroisse de Saint-Étienne jusqu’au XVIIe siècle

## Sources
- « Jean-Baptiste Galley », dans le Dictionnaire des parlementaires français (1889-1940), sous la direction de Jean Jolly, PUF, 1960 [détail de l’édition]
- La Loire républicaine, 20, 22 et 23 juillet 1932